# Вахидов, Абдуллажон
Абдуллажон Вахидов — советский узбекистанский хозяйственный деятель, Герой Социалистического Труда.

## Биография
Родился в 1907 году в Намангане. Член КПСС с 1966 года.
До 1952 года — строитель в Намангане.
В 1952—1975 — бригадир комплексной бригады строительного треста № 161 Министерства строительства Узбекской ССР.
В 1975—1980 — мастер профессионально-технического училища номер 23 города Намангана.
Указом Президиума Верховного Совета СССР от 9 августа 1958 года присвоено звание Героя Социалистического Труда с вручением ордена Ленина и золотой медали «Серп и Молот».
Депутат Верховного Совета СССР 6-го созыва.
Умер в 1991 году в Намангане.

## Награды и звания
- Герой Социалистического Труда (09.08.1958)
- Орден Ленина (09.08.1958)